# Pelloblatta lata
Pelloblatta lata är en kackerlacksart som beskrevs av Rehn, J. A. G. 1903. Pelloblatta lata ingår i släktet Pelloblatta och familjen jättekackerlackor.
Artens utbredningsområde är Costa Rica. Inga underarter finns listade i Catalogue of Life.